# Соболев, Феликс Михайлович
Фе́ликс Миха́йлович Со́болев (укр. Фелікс Михайлович Соболєв; 25 июля 1931, Харьков, Украинская ССР, СССР — 20 апреля 1984, Киев, Украинская ССР, СССР) — украинский советский режиссёр документального кино, один из создателей и лидер «киевской школы научного кино». Заслуженный деятель искусств УССР (1970). Лауреат Государственной премии СССР (1971). Член КПСС с 1956 года.

## Биография и карьера
В 1953 году окончил актёрский факультет, в 1959 году — режиссёрский факультет Киевского государственного института театрального искусства имени И. К. Карпенко-Карого.
В 1953—1956 годах — актёр Театра Юного Зрителя в Николаеве.
С 1960 года — режиссёр киностудии «Киевнаучфильм».
С 1973 года — художественный руководитель мастерской научного кино Киевского государственного института театрального искусства имени И. К. Карпенко-Карого.
Феликс Соболев скоропостижно скончался 20 апреля 1984 года. Похоронен на Берковецком кладбище.

## Творчество
В середине 1960-х годов Феликс Соболев существенно изменил представление о научно-популярном кинематографе. Фильмы Соболева «Язык животных», «Думают ли животные», «Семь шагов за горизонт» становились зрительской сенсацией, собирали полные залы в кинотеатрах. Одно из творческих открытий Соболева — «киноэксперимент» или «эксперимент в кадре»: режиссёр делал зрителя свидетелем поставленного учеными научного эксперимента. Так был сделан радикальный для своего времени фильм «Я и другие», который рассказал о конформном поведении и феномене группового давления.
Короткометражный фильм «Биосфера! Час осознания» — киноэссе o мире и месте человека в этом мире, обозначил новое направление в творчестве режиссёра — поиск трансцендентного визуального образа. Десятиминутная лента «Подвиг» была сделана в близкой эстетике. Оба фильма были сняты с интенсивным применением комбинированных съёмок и оказали значительное влияние на развитие неигрового кино в своё время.
Режиссёр артистического темперамента и высокой требовательности к себе и к членам съемочной группы, Феликс Соболев оказал влияние не только на своих студентов в институте театрального искусства, среди которых — Александр Роднянский, но и на молодых режиссёров, работавших на студии «Киевнаучфильм» в 1970-е — 80-е годы: Анатолий Борсюк, Виктор Олендер, Иосиф Пастернак, Андрей Загданский.
В 1998 году Виктор Олендер снял 10-серийный документальный фильм «Феликс Соболев. Прерванная миссия» о творчестве своего учителя. Фильм был показан на украинском телеканале 1+1.
Три фильма Соболева, а именно «Семь шагов за горизонт», «Биосфера! Время осознания» и «Я и другие», входят в число 100 лучших фильмов в истории украинского кино по оценкам кинокритиков.

## Фильмография
- 1960 — На полях семилетки
- 1961 — Моё отречение
- 1962 — Нашему тренеру
- 1962 — Певец народа
- 1963 — Задачу решит кибернетика
- 1964 — О грозе, тётке Марфе, грозозащите и Дремайло
- 1964 — Загадочный 102
- 1965 — Религия и XX век
- 1965 — Взорванный рассвет
- 1967 — Язык животных
- 1968 — Семь шагов за горизонт
- 1970 — Думают ли животные
- 1970 — Прилежные ученики
- 1971 — Я и другие
- 1972 — Добрый и злой
- 1973 — Этюды о нравственности
- 1973 — Идущие в пламя
- 1974 — Институт надежд
- 1974 — Биосфера! Время осознания
- 1975 — Подвиг
- 1976 — У истоков человечества
- 1978 — Дерзайте, вы талантливы
- 1980 — Когда исчезают барьеры
- 1982 — Киевская симфония
- 1982 — Голоса Киева (совместно с Иосифом Пастернаком)
- 1984 — На прицеле ваш мозг (закончен Виктором Олендером)

## Награды и премии
| Год  | Фестиваль или премия                                                                 | Страна       | Приз                                               | Фильм                            |
| ---- | ------------------------------------------------------------------------------------ | ------------ | -------------------------------------------------- | -------------------------------- |
| 1966 | Зональный кинофестиваль в Ленинграде                                                 | СССР         | Приз и диплом за первое место                      | Взорванный рассвет               |
| 1967 | Зональный кинофестиваль «Прометей-67» в Тбилиси                                      | СССР         | Диплом первой степени Союза кинематографистов СССР | Взорванный рассвет               |
| 1967 | Ломоносовская премия                                                                 | СССР         | Почётный диплом первой степени                     | Язык животных                    |
| 1968 | III Всесоюзный кинофестиваль в Ленинграде                                            | СССР         | 2-й приз и диплом                                  | Язык животных                    |
| 1968 | XXII конгресс Международной ассоциация научного кино в Риме                          | Италия       | Почётный диплом                                    | Язык животных                    |
| 1969 | XII Международный кинофестиваль в Лейпциге                                           | ГДР          | Приз «Золотой голубь»                              | Язык животных                    |
| 1969 | Международный кинофестиваль в Пномпене                                               | Камбоджа     | Приз «Серебряный кубок»                            | Язык животных                    |
| 1969 | Международный фестиваль детских и юношеских фильмов в Тегеране                       | Иран         | Золотой приз жюри                                  | Язык животных                    |
| 1969 | Международный кинофестиваль по охране природы в Белграде                             | Югославия    | Почётный диплом                                    | Язык животных                    |
| 1969 | VII Международный фестиваль научно-фантастических фильмов в Триесте                  | Италия       | Гран-при «Золотой Астероид»                        | Семь шагов за горизонт           |
| 1969 | X смотр документальных и научно-популярных фильмов в Ленинграде                      | СССР         | Приз и диплом первой степени                       | Семь шагов за горизонт           |
| 1969 | II Республиканский фестиваль детских и юношеских фильмов в Одессе                    | СССР         | Диплом                                             | Семь шагов за горизонт           |
| 1971 | Международный кинофестиваль в Оломоуце                                               | Чехословакия | Приз и диплом                                      | Я и другие                       |
| 1971 | Международный фестиваль фильмов о природе в Будапеште                                | Венгрия      | Золотая медаль и диплом                            | Язык животных                    |
| 1971 | XXV конгресс Международной ассоциация научного кино в Киеве                          | СССР         | Почётный диплом                                    | Думают ли животные               |
| 1971 | XIV Международный кинофестиваль в Лейпциге                                           | ГДР          | Приз «Золотой голубь»                              | Думают ли животные               |
| 1972 | Международный фестиваль учебных фильмов в Тегеране                                   | Иран         | Приз «Золотой Дельфин» и диплом                    | Думают ли животные               |
| 1972 | Государственная премия СССР                                                          | СССР         |                                                    | Язык животных Думают ли животные |
| 1973 | VIII Московский кинофестиваль в Москве                                               | СССР         | Приз                                               | Идущие в пламя                   |
| 1974 | IX Международный технический конкурс фильмов в рамках XI Конгресса УНИАТЕК в Салерно | Италия       | Гран-при за разработку новых методов съёмок        | Биосфера! Время осознания        |
| 1974 | Всемирная выставка в Спокане                                                         | США          | Диплом и приз                                      | Биосфера! Время осознания        |
| 1974 | Ассоциация TV                                                                        | США          | Диплом и приз                                      | Биосфера! Время осознания        |
| 1976 | Международный кинофестиваль в Оломоуце                                               | Чехословакия | Главный приз                                       | Подвиг                           |
| 1977 | X Всесоюзный кинофестиваль в Риге                                                    | СССР         | Главный приз                                       | У истоков человечества           |
| 1977 | Международный кинофестиваль в Венеции                                                | Италия       | Главный приз                                       | У истоков человечества           |
| 1986 | XIX Всесоюзный кинофестиваль в Алма-Ате                                              | СССР         | Главный приз в номинации «Научно-популярный фильм» | На прицеле ваш мозг              |

## Память
- Памятная доска на доме № 17 по улице Ивана Франко (скульптор Е. Л. Куликов, архитектор А. Я. Штейнберг, 1990 г.)
- благотворительный фонд «Киевнаучфильма» им. Ф. Соболева.
- Астероид 5940 Feliksobolev, открытый 8 октября 1981 года[5].
- фильм Вктора Олендера «Феликс Соболев. Прерванная миссия» (1997).
- один из фильмов цикла «Родные люди» (2012, реж. Юлия Руденко, автор Александр Тарасенко). О Феликсе Соболеве рассказывает его товарищ по «Киевнаучфильму», режиссёр Роман Ширман.
- Памятная доска на доме № 19 по улице Красноткацкой (открыта 17 ноября 2016 года)[6].